# Mucha tzokotucha
Mucha tzokotucha (лат.) — вид двукрылых насекомых семейства муравьевидок (Sepsidae). Впервые описан российским энтомологом А. Л. Озеровым в 1992 году.

## Этимология
Номенклатурное название дано в честь Мухи-Цокотухи, литературного персонажа одной из сказок К. И. Чуковского.

## Описание
Длина тела 4,5 мм.  Голова чёрная. Щёки желтовато-коричневые. По краю рта две вибрисальные и семь перистомальных щетинок. Усики жёлтые, длина первого членика усика в 2,5 раза больше ширины. Ариста перистая только с спинной стороны.

## Распространение
Первоначально вид считался эндемиком Вьетнама. Типовой экземпляр описан из района Бави, в 70 км к северо-западу от Ханоя. В 2014 году новая популяция была обнаружена в Китае.

## Систематика
Обычно вид рассматривают как единственного представителя рода Mucha. Впрочем, в 2012 году был описан новый таксон Mucha plumosa, а в 2014 — вид Mucha liangi, однако упоминания этих таксонов отсутствуют в онлайн-каталогах. Ближайшими родственниками являются представители рода Dicranosepsis, от которых Mucha tzokotucha отличается перистой аристой, заметно удлинённой I-й флагелломерой и ощетиненными синтергитами.